# Архангельский, Евгений Алексеевич
Евгений Алексеевич Архангельский (1894 — 1976) — начальник электротехнического отдела института «Гидропроект» (1944—1965), лауреат Сталинской премии первой степени (1951).

## Биография
Родился в с. Весёлое Тамбовской губернии.
Окончил электромеханический факультет Петроградского политехнического института по специальности инженер-электрик (1921).
- 1918—1921 заведующий электростанцией,
- 1921—1923 инженер в Главэлектро ВСНХ СССР,
- 1923—1931 инженер, заведующий чертёжно-проектным бюро, старший инженер по монтажу Ташкентской электростанции, начальник секции распределительных устройств Всесоюзного электротехнического треста Центрального района (руководил проектированием электрической части гидроэлектростанций и электросетей в Узбекистане, Армении, Грузии, Азербайджане).
- 1931—1934 заместитель начальника сектора в тресте «Теплоэлектропроект» НКТП СССР.
- 1934—1937 начальник отделения, помощник начальника отдела и заместитель начальника электромонтажного отдела Управления строительства канала им. Москвы.
- 1937—1939 начальник электротехнического отдела на строительстве Куйбышевского гидроузла,
- 1939—1941 начальник электротехнического отдела Главгидростроя.

Во время войны работал в Управлении Мосэнерго (26.01.1942 — 03.03.1943) и в тресте «Главпромстрой», начальник проектно-монтажного отдела на строительстве Широковской ГЭС (1943—1944).
В 1944—1965 гг. — начальник электротехнического отдела института «Гидропроект».
С 1965 г. — главный специалист-консультант технического отдела технологического оборудования.
Руководил проектированием электрической части Волго-Донского канала, Волжской ГЭС им. В. И. Ленина, Волжской ГЭС им. XXII съезда КПСС, Асуанской ГЭС в Египте.
Лауреат Сталинской премии I степени (1951) — за разработку проектного задания Куйбышевской ГЭС на Волге.
Награждён орденами Трудового Красного Знамени, «Знак Почёта», медалями «За оборону Москвы», «За доблестный труд в Великой Отечественной войне 1941—1945 гг.».